# بنو لخم
لخم: قبيلة عربية من اتحاد تنوخ القبلي كانو يقطنون في بلاد الشام سابقاً وقد استوطنت في الحيرة العراق وكانت منازل هذه القبيلة في الجاهلية في العراق والشام هم فرع من التنوخيين وكان منهم المناذرة ملوك الحيرة.
وقد دخلت لخم المسيحية وسكنوا مصر قبل الإسلام. وقد كان للخميين ملك بالحيرة من العراق، وكان لبقاياهم ملك باشبيلية من الاندلس، وهي دولة بني عباد، وأول من ملك منهم القاضي محمد بن إسماعيل ابن قريش بن عباد، وكان بمصر قوم منهم، بالبر الشرقي وحوالي العريش. وقرية " البحريين " في شرقي إشبيلية تنسب إلى بني بحر، وهم فخذ من لخم.

## نسبهم
أختلف في نسب لخم على عدة أقوال، منها:
- لخم بن عدي بن الحارث بن أدد بن زيد بن يشجب بن عريب بن مالك بن زيد بن كهلان، وهو قول وهب بن منبه.[3]
- ‌ ‌لخم ابن عديِّ بن الحارث بن مُرة بن أدد بن زيد بن يشجب بن عريب بن زيد بن كهلان، وهو قول ابن الكلبي وابن حزم.[4][5]
- لخم بن عمرو بن زيد بن مالك بن عدي بن كهلان، وهو قول أبو المنذر الصحاري.[6]
- لخم وهو مالك بن عدي بن الحارث بن مرة بن أدد بن الغوث بن نبت بن مالك بن زيد بن كهلان، وهو ترجيح المقريزي.[7]
- لخم بن مآب بن لوط بن هاران بن تارح ابن أخي إبراهيم، وهو قول حكاه ابن الكلبي قائلاً: «يقال إن لخـم مـن بقايا بني مآب بن لوط عليه السلام، وكان للوط مآب وعمان ابنان، وزعر والربة بنتان فنسبت هذه المواضع بالشام إليهم».[8]

وقد انتسب إلى لخم مجموعة من القبائل في الشام، وفي ذلك قال ابن الكلبي:«مدْيَنَ هو مَالِك بن ذُعْر بن يُوَيب بن عَيفا بن مَدْيَنَ بن إِبرَاهِيم - عَلِيّه السلام - ولكنهم إنتسبوا في لَخْم».